# Manique do Intendente
Manique do Intendente é uma vila portuguesa sede da União das Freguesias de Manique do Intendente, Vila Nova de São Pedro e Maçussa do Município da Azambuja. 
A União das Freguesias de Manique do Intendente, Vila Nova de São Pedro e Maçussa foi constituída em 2013, no âmbito de uma reforma administrativa nacional, pela agregação das antigas freguesias de Manique do Intendente, Vila Nova de São Pedro e Maçussa.
À data da sua extinção, a Freguesia de Manique do Intendente tinha 35,7 km² de área e 1216 habitantes (2011), e, por isso, uma densidade populacional de 34,1 hab./km². Esta freguesia era limitada a oeste por Alcoentre, a sul pela Maçussa, a norte por Arrouquelas e a este por Vila Nova de São Pedro.
Entre 1791 e 1836, Manique do Intendente foi sede de concelho passando desde então e até 2013 a ser sede de freguesia. 
Manique do Intendente dista 11 Km da cidade do Cartaxo, 20 Km de Santarém e 56 Km de Lisboa. Os principais acessos rodoviários à vila são:
- Autoestrada A1, saída Aveiras de Cima
- Estrada N366, saída Manique do Intendente (M508)
- Estrada N365-2 (Via Rápida do Cartaxo), saída Ereira

## População
| População da Freguesia de Manique do Intendente | População da Freguesia de Manique do Intendente | População da Freguesia de Manique do Intendente | População da Freguesia de Manique do Intendente | População da Freguesia de Manique do Intendente | População da Freguesia de Manique do Intendente | População da Freguesia de Manique do Intendente | População da Freguesia de Manique do Intendente | População da Freguesia de Manique do Intendente | População da Freguesia de Manique do Intendente | População da Freguesia de Manique do Intendente | População da Freguesia de Manique do Intendente | População da Freguesia de Manique do Intendente | População da Freguesia de Manique do Intendente | População da Freguesia de Manique do Intendente |
| ----------------------------------------------- | ----------------------------------------------- | ----------------------------------------------- | ----------------------------------------------- | ----------------------------------------------- | ----------------------------------------------- | ----------------------------------------------- | ----------------------------------------------- | ----------------------------------------------- | ----------------------------------------------- | ----------------------------------------------- | ----------------------------------------------- | ----------------------------------------------- | ----------------------------------------------- | ----------------------------------------------- |
| 1864                                            | 1878                                            | 1890                                            | 1900                                            | 1911                                            | 1920                                            | 1930                                            | 1940                                            | 1950                                            | 1960                                            | 1970                                            | 1981                                            | 1991                                            | 2001                                            | 2011                                            |
| 1 765                                           | 2 176                                           | 2 479                                           | 2 864                                           | 3 212                                           | 2 434                                           | 2 505                                           | 2 911                                           | 3 099                                           | 2 872                                           | 2 238                                           | 2 115                                           | 1 374                                           | 1 392                                           | 1 216                                           |

## História
A primeira refrência deste lugar foi registada no século XIII: a paróquia de São Pedro de Arrifana, aparece nas Inquirições de D. Dinis plenamente cimentada em torno da Matriz e sob a proteção do Príncipe dos Apóstolos.
Durante a Idade Média e Moderna, esta freguesia chamava-se Alcoentrinho, em correlação com a vizinha Alcoentre. J. Diogo Correia também aponta na sua obra Toponímia do Concelho de Cascais a existência de uma povoação chamada, até à mudança para o seu nome atual, de São Pedro da Arrifana.
Em 11 de Julho de 1791, a rainha D. Maria I concede ao seu intendente geral da polícia, Diogo Inácio de Pina Manique este lugar, o qual se passa a chamar, em sua honra, de Manique do Intendente, tornando-o vila sede de concelho. Porém, em 1836, foi extinto pelas reformas liberais de Passos Manuel, tendo sido integrado no concelho de Alcoentre (o qual também viria a ser extinto em 1855), e perdendo o estatuto de vila.
Em 1924, foi desanexada desta freguesia a vizinha Vila Nova de São Pedro e, em 4 de Outubro de 1985, foi criada a freguesia da Maçussa, também por desanexação de Manique do Intendente.
Foi extinta em 2013, no âmbito de uma reforma administrativa nacional, tendo sido agregada às freguesias de Vila Nova de São Pedro e Maçussa, para formar uma nova freguesia denominada União das Freguesias de Manique do Intendente, Vila Nova de São Pedro e Maçussa da qual é sede.
Diogo Inácio de Pina Manique pretendia fazer de Manique do Intendente uma majestosa cidade planificada de cunho neoclássico, exemplo do despotismo esclarecido, que se tornaria sede de concelho e até, talvez no futuro, capital de Portugal. Segundo o plano urbano estabelecido, o centro da povoação seria uma imponente praça de formato hexagonal (baptizada de Praça dos Imperadores), de onde irradiariam seis extensos arruamentos (baptizados com nomes de imperadores Romanos). O plano também estabelecia a construção de um palácio senhorial para residência do próprio Intendente Pina Manique.
A concretização do plano urbanístico foi interrompida com morte de Pina Manique. A praça dos Imperadores foi construída mas, dos imponentes edifícios que a deveriam rodear, apenas foi edificada a neoclássica Casa da Câmara, limitando-se os restantes a casas simples que seriam habitadas pelos ministros. Apenas foi construída a parte inicial das vias irradiantes previstas que, apesar de pomposamente chamadas de Ruas de César, de Augusto, de Trajano, de Sertório e de Justiniano, nunca chegaram a passar de pequenas travessas. Do palácio de Pina Manique apenas foi concluída a capela, que se tornou a igreja matriz da vila, e parte da sua imponente fachada. Uma ponte (Ponte D.Maria) também da mesma altura dos anteriores monumentos, cuja tinha como objetivo ser um "tapete vermelho" para o palácio e levaria água potável a partir das minas de água através de um pequeno aqueduto até ao centro da vila, também não foi acabada, sendo que os habitantes construíram casas no local em que seria esta estrada.
Apesar do plano urbano de Manique do Intendente só ter ficado pelo princípio, a vila ainda hoje surpreende o visitante desprevenido, que nunca esperaria encontrar aquela grandiosidade arquitetónica numa povoação tão exígua do interior rural. 

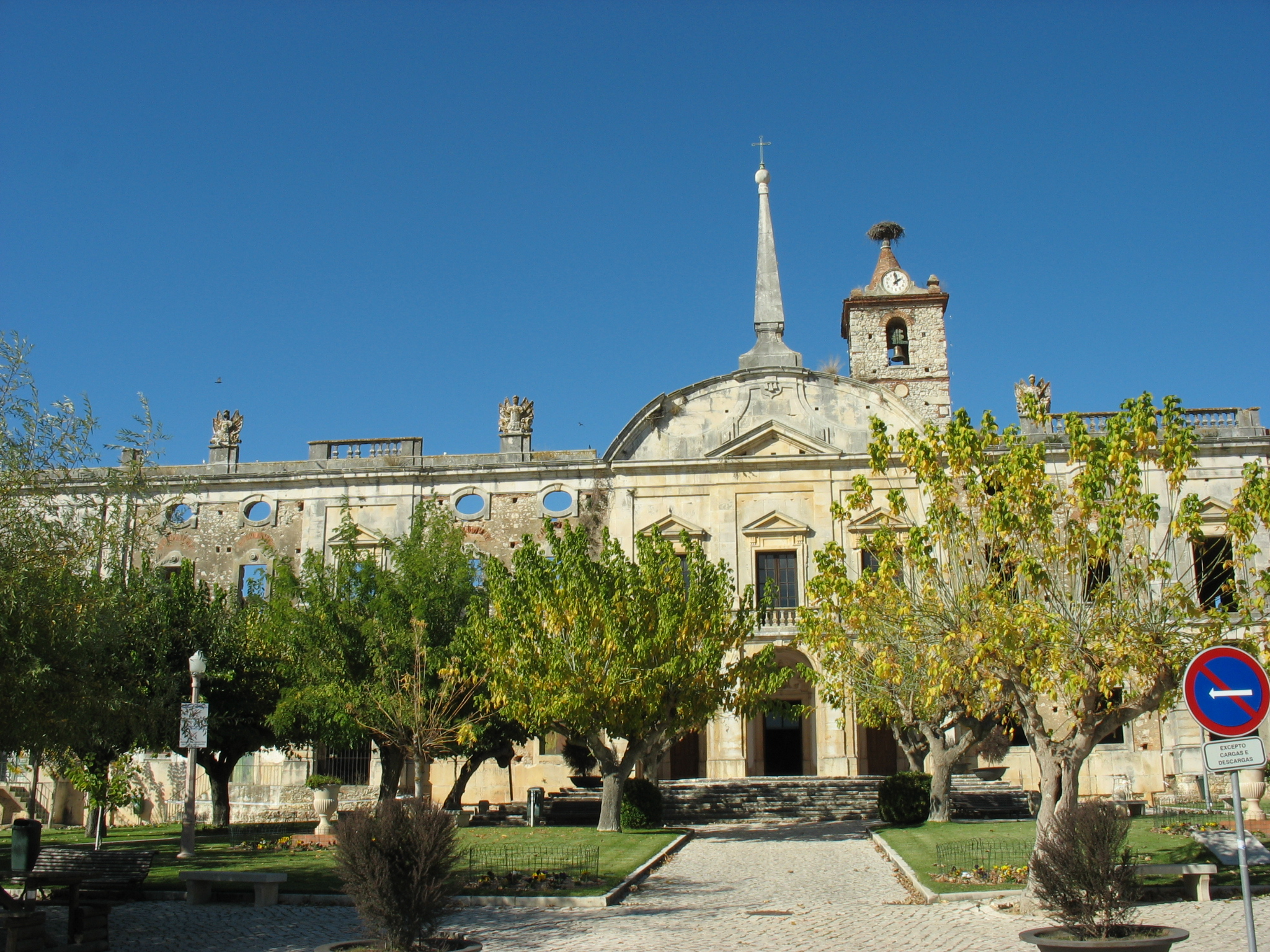
Palácio Pina Manique, atual igreja

## Lugares
Os habitantes dividem a localidade em várias partes que antigamente, antes da colocação do nome das ruas, se utilizavam:
Carvalho, Arrifana, Ilhas, Manique do Intendente, Minas, Póvoa de Manique, Póvoa do Intendente, Casais Vale de Breijos, Casais dos Tacais, Vale da Guerra, Cabeça Gorda, Cabeço, Casais das Salgueiras, Encostas, Matotinho, Vale de Burricos, Casal da Inês, Curral de Pedra, Parou e Vale Púcaros.
De momento, os únicos lugares que são consideradas lugares pertencentes à vila são:
- Carvalho
- Póvoa de Manique
- Póvoa do Intendente (Quinta da Horta)
- Moita do Lobo
- Arrifana
- Casais dos Balanchos

Os restantes lugares foram anexados à vila, no entanto, muitas das ruas ou bairros existentes, mantêm esses mesmos nomes. Uma curiosidade, chama-se a uma das zonas de "Ilhas", devido a Pina Manique ter trazido colonos dos Açores para povoar diversas zonas do país, nomeadamente Manique do Intendente. 

## Geografia
A vila situa-se num vale, possuindo no geral um terreno pouco acidentado. A sul da vila existe um pequena curso de água, denominado de Ribeira do Judeu e, também a sul, um paúl. No entanto outros cursos de água menores encontram-se no interior de Manique. 
O paúl de Manique tem atraído os olhares de muitos, devido a ser uma zona húmida que atraí centenas de diferentes espécies. Este importantíssimo ecossistema tem sido alvo da atenção e de melhorias do concelho, para que seja possível não só a sua conservação, como também tirar partido do mesmo para sensibilização ambiental, turismo ecológico e rural, e também em termos de investigação.  
Recentemente, ocorreu a limpeza do leito do mesmo e foi criado um passadiço e um posto de observação de vida selvagem, além da criação do projecto PaulNatura, financiado pela Câmara de Azambuja, e em parceria com outras entidades. 

## Educação, transportes e serviços
Manique do Intendente possui os seguintes serviços:
- Jardim de infância
- EBI de Manique do Intendente - 1º ao 9º ano. Os maioria dos alunos provêm das localidades de Alcoentre, Tagarro, Quebradas, Arrifana, Vila Nova de S. Pedro, Maçussa, Casais de Além, Vale de Judeus, Casais da Caneira e Casais das Boiças e Manique do Intendente.
- Junta de freguesia com Espaço Cidadão  e correios
- Mercado diário
- Farmácia
- Polidesportivo e campo de futebol
- Banco
- Centro cultural
- Posto de saúde
A vila ainda dispõe ainda de papelaria, sapataria, diversas mercearias, cafés, restaurante e lojas de produtos agrícolas. Existe serviço de táxi e autocarros fornecidos pela rodoviária Tejo, e por vezes, existe transporte gratuito fornecido pela Câmara de Azambuja.

## Festas, música, gastronomia e eventos
Em Manique os festeiros são responsáveis juntamente com outras entidades pela realização das Tasquinhas e das Festas em Honra de São Pedro, as quais se realizam respetivamente a partir de dia 20 de Abril e entre 15 e 20 de Agosto. Estas festas são caracterizadas pela forte presença da gastronomia regional e pela edição anual do Circuíto de Ciclismo de Manique do Intendente. Nos últimos anos tem existido também algumas feiras e até conferências.
Desde 2016 que existe também um festival de música (Manifestival) que tem como objetivo dar a conhecer à população e a todo o público novas bandas e artistas que tocam diversos estilos musicais, desde rock, jazz, música clássica, música popular, etc.
Nos últimos anos, aquando dos festejos, tem sido promovido pela Câmara de Azambuja, o festival do torricado, um dos pratos tradicionais do concelho. No entanto, existem pratos típicos da vila que são confecionados de forma específica pelos habitantes ou são únicos na zona: 
- Sopas de misturadas, e com os restos da mesma faz-se o magusto; 
- Velhozes à Manique; 
- Arroz de favas/ favas guisadas com bacalhau assado; 
- Pão preto 
- Açordão 
- Escarpiada
- Bolo de Chouriço
O vinho também tem uma forte presença na vila, tendo que existem bastantes produtores de vinho na zona. Um dos mais conhecidos, e tão antigos quanto a localidade, são o vinhos da Quinta da Lapa.
Desde 2017, também tem sido realizado os trilhos Pina Manique, os quais trazem milhares de pessoas a percorrerem o meio rural desta vila, e no geral a todo o concelho, através de diversos circuitos para todos os gostos. 

## Património e turismo[18]
- Pelourinho de Manique do Intendente
- Palácio de Pina Manique

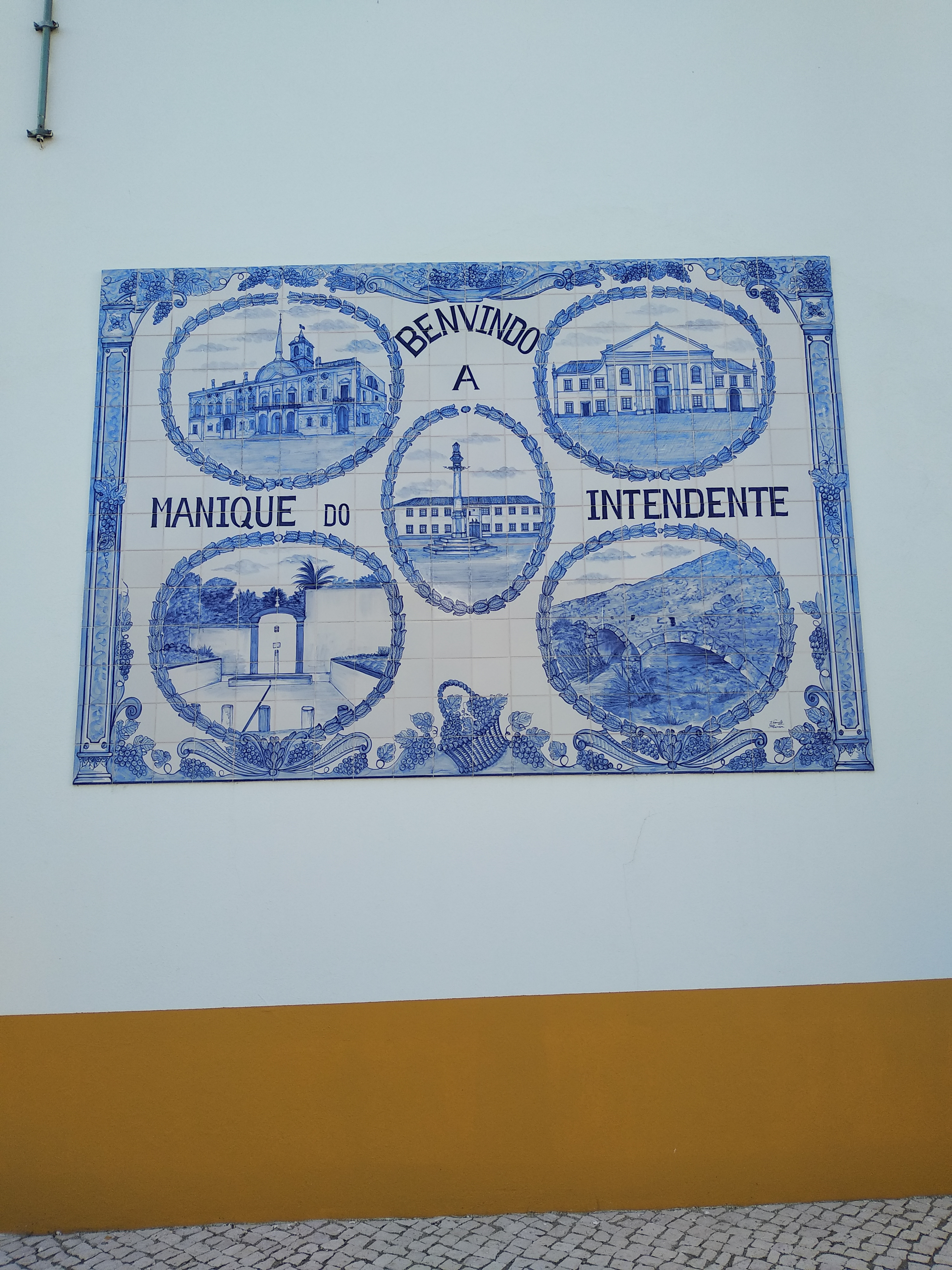
Mural de azulejos no centro de Manique do Intendente

- Mural de azulejos no centro de Manique do IntendenteCasa da Câmara de Manique do Intendente
- Ponte D. Maria
- Praça dos Imperadores
- Pelourinho
- Capela de Santo António (atual centro cultural)
- Fonte do Largo do Rochio
- Aqueduto do Alviela
- Paúl de Manique do Intendente
- Quinta e Palácio da Torre Bela[19] (entrada pelo sul da vila)
- Quinta da Lapa[20]
- Herdade da Hera (ecoturismo)[21]
- Minas de água
- Miradouro do Depósito
- Trilhos Pina Manique

## Personalidades ilustres
- José Ananias (1954 — 2007) actor, encenador e dramaturgo
- Diogo Inácio de Pina Manique (1733 - 1805) magistrado, intendente-geral da polícia
- Senhor de Manique do Intendente, Barão de Manique do Intendente e Visconde de Manique do Intendente